# Grand'Uja
La Grand'Uja (2.666 m s.l.m.) o Grand'Uia è una vetta delle Alpi Graie.

## Toponimo
L'appellativo Uja, a volte reso come Uia, significa nel patois delle Valli di Lanzo ago o punta aguzza.

## Descrizione
La montagna si trova in Piemonte lungo lo spartiacque tra la valle di Viù e la valle di Susa, al confine tra i territori comunali di Chianocco e di Usseglio (entrambi nella città metropolitana di Torino).
Verso est il Colle di Cirel (2.510 m) la divide dalla Punta dell'Ujetta (2.578 m), mentre in direzione ovest lo spartiacque Dora / Stura continua in direzione del Rocciamelone con una elevazione a quota 2.400 m e il Passo delle Coupe Trape (2.275 m).

## Accesso alla cima
La punta può essere raggiunta dall'alpe "Le Combe", in comune di Chianocco. Si tratta di un percorso escursionistico la cui la difficoltà è stimata come EE (ovvero per Escursionisti Esperti).

## Cartografia
- Cartografia ufficiale italiana dell'Istituto Geografico Militare (IGM) in scala 1:25.000 e 1:100.000, consultabile on line
- Istituto Geografico Centrale - Carta dei sentieri e dei rifugi scala 1:50.000 n. 2 Valli di Lanzo e Moncenisio